# Пе-8
Пе-8 (другие обозначения 42, АНТ-42, ТБ-7) — советский четырёхмоторный тяжёлый бомбардировщик дальнего действия (иногда классифицируется как стратегический) периода Второй мировой войны.

## Общая информация
Самолёт разрабатывался как скоростной высотный тяжёлый бомбардировщик дальнего действия. Заложенные в его основу принципы позволяли использовать самолёт для военно-транспортных целей: перевозка грузов и личного состава (50 человек с полным снаряжением) на дальность до 2000 км. По составу и расположению бортового стрелкового оборонительного вооружения самолёт относится к существовавшей в то время условной категории «летающая крепость», по аналогии с американским бомбардировщиком Boeing B-17 Flying Fortress («Летающая крепость»).
В эволюционной линии развития советских тяжёлых самолётов Пе-8 вышел из группы тихоходных угловатых тяжёлых самолётов с гофрированной обшивкой, возглавив новую группу обтекаемых, дальних, высотных и скоростных многомоторных самолётов. Воплотив симбиоз конструктивно-технологических решений, реализованных ранее в тяжёлом серийном бомбардировщике ТБ-3, опытном ДБ-А и серийном фронтовом скоростном бомбардировщике СБ, самолёт Пе-8 явился последним советским тяжёлым самолётом, конструктивно-силовая схема которого образована ферменными лонжеронами с трубчатыми поясами, закрытыми профилями, с применением внутренней клёпки, ручной выколоткой элементов обшивки.
Серийное производство ТБ-7 было развёрнуто в конце 1939 года. На вооружение ВВС РККА самолёт поступил весной 1941 года. В 1942 году все самолёты ТБ-7 получили обозначение Пе-8. С производства снят в конце 1944 года. Всего, с учётом двух опытных прототипов, было построено 97 самолётов.
Во время Великой Отечественной войны самолёт Пе-8 применялся в основном для стратегических бомбардировок объектов тыла противника: объекты Берлина (первый налёт — в августе 1941 года), Кёнигсберга, Данцига, Хельсинки. Наряду с дальними средними двухмоторными бомбардировщиками: ДБ-3, Ил-4 и Ер-2, тяжёлый Пе-8 применялся также для нанесения ударов во фронтовой зоне и оперативных тылах противника: в августе 1942 года — в Сталинградской битве и летом 1943 года — в Курской битве. Самолёт стоял на вооружении частей дальней авиации. Снят с вооружения ВВС в начале 1945 года. После войны использовался для транспортировки грузов в Арктике.

## История создания
1930 год
Весной 1930 года Центральному аэрогидродинамическому институту (ЦАГИ) были выданы технические требования на создание тяжёлого бомбардировщика с максимальной скоростью 440 км/час, дальностью 4500 км, потолком 11000 м и бомбовой нагрузкой 4000 кг.
1931 год
В 1931 году во время заводских испытаний бомбардировщика ТБ-3 Наркомату авиапромышленности СССР была поставлена задача создать новый высотный самолёт, предназначенный для уничтожения объектов государственного и стратегического значения в глубоком тылу противника, а также для применения этого самолёта в качестве тяжёлого крейсера сопровождения, путём установки дополнительного бортового стрелкового вооружения за счёт снижения бомбовой нагрузки. По реестру ВВС перспективный самолёт получил обозначение «ТБ-7» и согласно предварительно разработанным техническим требованиям должен был иметь следующие характеристики:
боевой потолок — 7000 м;
максимальная скорость — 250 км/час;
радиус действия — 1500—2000 км;
бомбовая нагрузка — 10000 кг;
экипаж — 10-14 человек.
1934 год
В ЦАГИ 26 июня 1934 года поступило задание на разработку проекта ТБ-7. А. Н. Туполев 27 июня 1934 года обратился в Научно-технический совет ЦАГИ с просьбой о передаче задания на проектирование ТБ-7 бригаде № 1 Конструкторского отдела самолётов опытного строительства (КОСОС), возглавляемой В. М. Петляковым. 29 июля 1934 года началось проектирование ТБ-7 под общим руководством А. Туполева силами бригады № 1 КОСОС (позже КБ-1), возглавляемой В. М. Петляковым.
В октябре 1934 года ЦАГИ были выданы новые, более высокие, тактико-технические требования к ТБ-7, которые приблизительно на 10 лет опережали реальный мировой технический уровень авиационной техники начала 1930-х годов, в частности:
практический потолок — 12000-14000 м;
максимальная скорость — 600 км/час;
максимальная бомбовая нагрузка −5000 кг;
дальность (на высоте 12000 м) — 2000 км;
длина разбега — 400 м;
длина пробега — 150 м.
В соответствии с этими требованиями, проектный вариант высотного скоростного бомбардировщика (в плане 1934 года, имел обозначение ВСБ-1), в бригаде № 1 КОСОС, возглавляемой В. М. Петляковым, этот проект получил обозначение АНТ-38. Однако, предварительные расчёты произведенные в КОСОС, исходя из реальных возможностей, дали значительно более скромные цифры. В результате взаимных согласований и уточнений, специалистов научно-технической службы ВВС и руководства ЦАГИ, были выработаны нижеследующие тактико-технические требования к высотному скоростному бомбардировщику, под новым обозначением АНТ-42:
практический потолок — 12000 м;
максимальная скорость (на высоте 12000 м) — 400 км/час;
бомбовая нагрузка − 2000-5000 кг;
дальность (на высоте 12000 м, в зависимости от бомбовой нагрузки) — 1200-3800 км.
Проект тяжёлого бомбардировщика под официальным обозначением ТБ-7, получил внутри КБ обозначение «АНТ-42» («самолёт 42» или просто 42). Проектирование было начато в июле 1934 года бригадой В. М. Петлякова ОКБ А. Н. Туполева. По своему назначению разрабатываемый самолёт являлся скоростным высотным тяжёлым бомбардировщиком дальнего действия. В конце 1934 года, после нескольких уточнений, были определены требования к самолёту. Скорость машины должна была составлять 400 км/ч, дальность полёта — 1200-3800 км, грузоподъёмность — 2 т, практический потолок — 12000 м. Предусматривалась возможность использования самолёта в качестве десантно-транспортного. Оборонительное вооружение должно было обеспечивать оборону от атак истребителей противника во всех возможных секторах по аналогии с самолётом американской категории «летающая крепость». При этом, основным качеством, обеспечивающим высокую устойчивость самолёта к воздействию средств ПВО противника, должна была стать высокая скорость полёта на больших высотах.
В разработке аэродинамической компоновки, эскизного проекта и создании натурного макета, непосредственно участвовали А. Н. Туполев, Б. М. Кондорский и В. М. Петляков, который по существу являлся главным конструктором АНТ-42. Заместителем В. М. Петлякова и ведущим конструктором по теме был назначен И. Ф. Незваль. Для увеличения скорости полёта был осуществлён переход от угловатых форм к удобообтекаемым, с зализами между основными частями планера, к закрытым кабинам, к гладкой, частично несущей (воспринимающей лишь сдвигающие силы) обшивке — вместо гофрированной, основные опоры шасси выполнены убирающимися в крыльевые гондолы. Для крыла применён более скоростной аэродинамический профиль. Для снижения скорости на взлёте и посадке, задние кромки крыла оборудованы выдвижными щитками. В конструктивно-технологическом отношении, проект ТБ-7 явился переходным от использования технических решений и технологий, реализованных ранее в самолётах: ТБ-3, ДБ-А и СБ, к прогрессивному плазово-шаблонному методу производства.
Для обеспечения заданной высотности самолёта, первоначально предполагалось использовать, находящиеся в стадии доводки, моторы М-34ФРН с максимальной взлётной мощностью 1120 л. с., оборудованные индивидуальными турбокомпрессорами и винтами изменяемого шага. Выбора двигателей не было: в СССР тогда выпускался единственный авиамотор большой мощности марки М-34, в вариантах М-34Н и М-34РН, оснащённый одноступенчатым односкоростным приводным центробежным нагнетателем (ПЦН), который не обеспечивал потребную мощность на заданной высоте. В связи с этим, по предложению А. Н. Туполева, на первых порах, было решено установить в верхней части фюзеляжа — пятый штатный двигатель, для привода агрегата центрального наддува (АЦН) питающего в полёте тяговые моторы сжатым воздухом, подводящимся по внутрифюзеляжным и внутрикрыльевым трубопроводам. Реализация такого решения потребовала решения ряда компоновочных и технологических проблем. АЦН должен был размещаться в верхней части фюзеляжа, над центропланом, опираясь на верхние пояса лонжеронов крыла. Такая компоновка АЦН являлась оптимальной для прокладки воздуховодов к тяговым моторам. Вариантную разработку АЦН, с приводом от бензомотора, практически одновременно осуществляли: Московский авиационный институт (МАИ) — в варианте АЦН-1, с приводом от штатного мотора М-34, под руководством — С. А. Трескина и Г. С. Скубачевского и Центральный Институт авиационного моторостроения (ЦИАМ) — в варианте АЦН-2, с приводом от более компактного мотора М-100, под руководством — Б. М. Стечкина, А. А. Микулина и К. В. Минкнера… По условиям вписывания в обводы фюзеляжа, от варианта АЦН-1 с громоздким мотором АМ-34 отказались в пользу АЦН-2.
Оборонительное стрелково-пушечное вооружение, по инициативе ОКБ, предполагалось необычайно мощным и превзошло требования заказчика. В проектном варианте по эффективности система стрелково-пушечного вооружения самолёта ТБ-7 соответствовала американской «летающей крепости» В-17 поздних модификаций, и даже превосходила его в применении пушек калибром 20 мм. Пушки, крупнокалиберные и скорострельные пулемёты, были размещены с учётом максимальной эффективности оборонительного огня. Особенно мощная защита была обеспечена задней полусфере.
Предполагалась установка новейших образцов электро, радио и навигационного оборудования, с целью значительного расширения возможностей самолёта и обеспечения выполнения полётов ночью и в сложных метеоусловиях. Рабочее проектирование осуществлялось под общим руководством А. Н. Туполева, бригадой В. М. Петлякова: центроплан и подмоторные рамы разрабатывались под руководством К. И. Попова; разработкой крыла руководил — Б. А. Саукке; разработкой фюзеляжа и оперения руководил — В. М. Мясищев, а затем И. Ф. Незваль; проектированием шасси руководил А. Г. Агладзе; проектированием системы управления самолётом руководил — М. М. Соколов; проектированием мотоустановки руководил — Котенко, затем — Б. С. Иванов; проектированием специального оборудования руководил — Б. Л. Кербер; проектированием вооружения руководил — С. М. Меерсон, затем — М. З. Свиридов; аэродинамическими расчётами руководил — В. Н. Матвеев; прочностными расчётами руководил — В. Н. Беляев.
23 декабря 1934 года, А. Н. Туполеву предоставили на утверждение расчётно-проектную записку по первому варианту АНТ-42, с моторами М-34ФРН, без АЦН.
1935 год
На 1 января 1935 года готовность рабочего проекта составила 13 %. 31 января 1935 года, начальник ВВС РККА — Я. И. Алкснис, утвердил новое техническое задание на проектирование ТБ-7, предусматривающее возможность его использования в качестве транспортного самолёта, способного перевозить до 50 десантников с полным вооружением. Это задание предусматривало вариант самолёта с моторами М-34ФРН без АЦН (максимальная скорость — 330—350 км/час, потолок — 6000-7000 м, нормальная дальность полёта — 1500 км, максимальная дальность полёта — 4000 км) и вариант самолёта с «центральной наддувной станцией» (максимальная скорость 370—400 км/час, потолок — 11000-12000 м, нормальная дальность полёта — 3000-3800 км.). Общие требования для обоих вариантов: экипаж — 8 человек, бомбовая нагрузка (бомбы калибром от 100 до 1000 кг) — до 3000-3800 кг. Вместо бомб, предусматривалась возможность подвески химических выливных приборов. Предусматривалась установка бомбового прицела ОПБ-1, электросбрасывателя ЭСБР-2 и механического сбрасывателя СБР-9. Состав оборонительного вооружения: 3×20-мм пушки ШВАК — в носовой, верхней и хвостовой фюзеляжных электрифицированных установках; 1×7,62 мм пулемёт ШКАС в нижней — задней установке. Предусматривался вариант замены пушек ШВАК в верхней и хвостовой установках на спаренные пулемёты ШКАС.
На этапе рабочего проектирования АНТ-42 была поставлена задача, после освоения его серийного производства, создания на его базе пассажирского варианта, рассчитанного на перевозку 30—40 пассажиров (в десантном варианте — 50 человек). Для постройки пассажирского самолёта в смешанном варианте (бомбардировщик — пассажирский самолёт) предполагалось максимально унифицировать конструкцию фюзеляжа, чтобы при минимальных затратах переходить в процессе серийного производства от одного варианта к другому. С учётом этих требований велась разработка базового проекта. В фюзеляжном отсеке Ф-3 были запроектированы бортовые окна увеличенных размеров.
В начале апреля 1935 года, ЦАГИ направило в УВВС свои замечания к требованиям заказчика от 31 января 1935 года, запустив непрерывный процесс взаимных согласований. К маю 1935 года некоторые бригады приблизились к завершению рабочих чертежей по своим темам. В связи с катастрофой самолёта АНТ-20 «Максим Горький» в мае 1935 года конструкторов привлекли к исследованию характера разрушения крыла этого самолёта и на подготовку чертежей для постройки улучшенного варианта АНТ-20 бис. Это обстоятельство задержало процесс проектирования АНТ-42. В июне 1935 года, были согласованы параметры лётных данных с небольшой их корректировкой. В июле 1935 года Управление ВВС РККА потребовало протектирования бензобаков. В середине ноября 1935 года уточнены комплектации: по винтомоторной группе; по оборудованию и по вооружению. 2 декабре 1935 года, состоялся первый осмотр полноразмерного макета будущего АНТ-42 представителям ВВС. 14 декабря 1935 года ЦАГИ направил в Управление ВВС РККА материалы эскизного проекта на утверждение. Фактически в течение всего 1935 года шёл процесс согласований и уточнений, к постройке первого опытного образца не приступили, в связи с необходимостью внесения изменений в чертежи, а также в связи со срывом сроков поставок стальных труб.
1936 год
На 1 января 1936 года степень готовности проекта составила 57 %. 6 января 1936 года А. Н. Туполев, оставаясь на должности главного конструктора и руководителя опытного самолётостроения ЦАГИ, был по совместительству назначен на должность первого заместителя начальника и главным инженером ГУАП НКТП, что способствовало ускорению работ по АНТ-42. В начале 1936 года, темпы работы по рабочему проектированию и постройке первого прототипа АНТ-42 устойчиво возрастали. Ответственным за постройку первого АНТ-42 назначен С. В. Чистов. На стапелях планомерно велись сборочные работы. 27 апреля 1936 года в связи с назначением В. М. Петлякова на должность заместителя главного конструктора ЦАГИ, на должность начальника конструкторского отдела был назначен А. А. Архангельский. 1 июля 1936 года завод опытных конструкций (ЗОК) был переименован в завод № 156. 22 февраля 1936 года полноразмерный макет АНТ-42 был представлен комиссии, сформированной из специалистов Управления ВВС РККА, возглавляемой заместителем наркома обороны — М. Н. Тухачевским.
В период с марта по апрель 1936 года велись согласования и доработки по заключениям комиссии. Решением правительства совместные испытания первого самолёта были запланированы на 1 декабря 1936 года. 20 марта 1936 года на совещании у начальника ЦАГИ — Н. М. Харламова, было принято решение выпустить первый самолёт досрочно к 1 июня 1936 года без агрегата централизованного наддува, находящегося в стадии доводки. По намеченному плану завод № 24 должен был сдать моторы М-34ФРН к 1 марта 1936 года, однако, в эти сроки не уложились. 9 ноября 1936 года первый прототип АНТ-42 был завершён постройкой, но без монтажа отсутствующих моторов и по частям перевезен на Центральный аэродром. 23 декабря 1936 года поступили моторы АМ-34ФРН (мощность: номинальная — 930 л. с.; максимальная — 1200 л. с.) и их в кратчайшие сроки установили на самолёт. На моторы установили трёхлопастные металлические винты изменяемого шага ВРШ-3Б диаметром 3,9 м.
1937 год
С октября 1937 года после ареста А. Н. Туполева, В. М. Петлякова и В. М. Мясищева доводка и освоение серийного производства самолёта осуществлялись под руководством И. Ф. Незваля.

## Сравнение с аналогами
Своим появлением Пе-8 по многим параметрам опередил зарубежные самолёты аналогичного класса. Английские тяжёлые бомбардировщики: «Веллингтон (Vickers Wellington)», «Стирлинг (Short Stirling)», «Галифакс (Хендли Пейдж Галифакс, Handley Page Halifax)» и «Ланкастер (Avro Lancaster)» уступали Пе-8 по максимальной дальности и по высотности; германский Focke-Wulf Fw 200 Condor уступал Пе-8 по всем параметрам; американские тяжёлые дальние бомбардировщики: Boeing B-17 Flying Fortress («Летающая крепость») и Consolidated B-24 Liberator («Либерейтор») в довоенный период, уступали Пе-8 по большинству параметров.
Накануне Второй мировой войны Англия и США сделали ставку на свои военно-морские силы и парк дальних бомбардировщиков, способных наносить массированные удары по оперативным и стратегическим объектам противника, позволяя вести боевые действия на территории противника. Руководство СССР, с учётом прогнозируемого характера и особенностей надвигающейся Второй мировой войны на европейском театре и нарастающей военной угрозы со стороны Германии, всё более критически оценивало эффективность применения Пе-8 в будущей войне и целесообразность развёртывания его крупносерийного производства. Опыт боевого применения германской авиации показал более важную роль фронтовой авиации в предстоящих войнах по сравнению со стратегической (дальней), что послужило основным фактором в принятии решения о мелкосерийном производстве Пе-8.
В конструктивном отношении самолёт Пе-8 являлся менее технологичным в массовом производстве, по сравнению с американским Boeing B-17 Flying Fortress, и имел значительные резервы для дальнейшей технической модернизации. Ввиду отсутствия более мощных и более высотных моторов (в сравнении с моторами АМ-35А и АШ-82ФН), тактико-технические возможности, заложенные в конструкции Пе-8, реализованы не полностью. Во время Великой Отечественной войны опытные разработки в области тяжёлого самолётостроения были свёрнуты. Максимальное увеличение выпуска фронтовых бомбардировщиков Пе-2 на заводе № 124 в Казани отрицательно повлияло на выпуск Пе-8, более трудоёмких и более дорогостоящих в производстве.

## Опытные прототипы
Рабочее проектирование и постройка двух первых опытных самолётов-прототипов под обозначением № 42 и № 42 дублёр (серийные номера 4201 и 4202) осуществлялась в Москве на заводе опытных конструкций (ЗОК) ЦАГИ (с 1 июля 1936 года — завод № 156).

### Первый прототип
Работы по проектированию и постройке первого прототипа начались в начале 1936 года. Ответственный за постройку первого АНТ-42 — С. В. Чистов. В апреле 1936 года началось рабочее проектирование и постройка второго опытного прототипа АНТ-42 (самолёт-дублёр), в конструкцию которого предполагалось вносить изменения с учётом всех недостатков и замечаний, выявленных в процессе заводских и государственных лётных испытаний первого прототипа. 20 марта 1936 года на совещании у начальника ЦАГИ — Н. М. Харламова, было принято решение выпустить первый самолёт досрочно, к 1 июня 1936 года, но без агрегата централизованного наддува (АЦН), находящегося в стадии доводки. По намеченному плану завод № 24 должен был поставить моторы М-34ФРН — к 1 марта 1936 года. Однако, в эти сроки не уложились.
9 ноября 1936 года, первый опытный прототип АНТ-42 был завершён, но без монтажа отсутствующих тяговых моторов и АЦН, и в разобранном состоянии, по частям, был перевезен на Центральный аэродром (г. Москва). 23 декабря 1936 года на Центральный аэродром доставили моторы АМ-34ФРН (паспортные мощности: номинальная — 930 л. с.; максимальная — 1200 л. с.) и их в кратчайшие сроки установили на самолёт. На моторы установили трёхлопастные металлические винты регулируемого шага ВРШ-3Б диаметром 3,9 м. Как оказалось, эти моторы недодавали заявленных значений мощности, поэтому в ходе заводских испытаний достичь расчётных значений максимальных скоростей по высотам не удалось. В течение заводских, государственных и последующих доводочных испытаний первого прототипа АНТ-42, продолжающихся до марта 1939 года, на самолёте несколько раз производили замену двигателей: АМ-34ФРН → АМ-34ФРНБ → АМ-34ФРНВ; воздушных винтов изменяемого шага: ВРШ-3Б → ВПШ-3 → ВИШ-4 → ВИШ-24; увеличивали ёмкость топливной системы постановкой дополнительных бензобаков.
26 декабря 1936 года — приступили к заводским испытаниям первого прототипа АНТ-42, с моторами АМ-34ФРН снабжёнными воздушными винтами изменяемого шага ВРШ-3Б и агрегатом центрального наддува (АЦН) с приводным мотором М-100. 27 декабря 1936 года — первый прототип АНТ-42 совершил первый полёт с Центрального аэродрома. На борту самолёта находились — пилот М. М. Громов и бортмеханик — М. Ф. Жилин. После посадки Громов доложил, что машина вполне устойчива и легко слушается рулей.
После первых полётов, на самолёте были проведены мелкие доработки, а также намеченные ранее существенные доработки по изменению расположения водяных радиаторов внешних двигателей. Вместо индивидуального расположения водяных радиаторов под каждым из четырёх моторов, их разместили попарно под внутренними моторами, во внутренних мотогондолах, объединённых с обтекателями основных опор шасси. Такая перекомпоновка радиаторов значительно снизила аэродинамическое сопротивление от внешних мотогондол и в то же время практически не изменило сопротивление от внутренних мотогондол. Кроме того, воздушно-масляные радиаторы заменили на водомасляные; смонтировали АЦН-2; произвели замену тяговых моторов. После доработок АНТ-42 выполнил ещё три полёта с Центрального аэродрома без включения АЦН.
В период заводских испытаний с базированием на Центральном аэродроме первый прототип совершил 13 полётов в ходе которых, без включения АЦН, были замерены скорости на разных высотах: максимальная скорость оказалась меньше расчётной и составила — 370 км/час, но превысила заданную для варианта без АЦН-2. Предположили, что недобор максимальных скоростей по высотам полёта связан с погрешностями замеров. По рекомендации испытателей требовалось увеличить эффективность руля направления и уменьшить нагрузку на педали. В марте 1937 года, вследствие начала работ по реконструкции Центрального аэродрома первый прототип АНТ-42 перелетел в Подлипки.
20 марта 1937 года в завершении 14-го полёта самолёт, пилотируемый лётчиком-испытателем В. В. Рыбушкиным, потерпел аварию на посадке и повредил шасси, обтекатели шасси, узлы крепления шасси к центроплану и выступающий за обводы носовой части фюзеляжа — обтекатель штурманской кабины. Предположительно были повреждены также установленные на самолёте воздушные винты регулируемого шага ВРШ-3Б. В ходе восстановительного ремонта на самолёт были установлены другие воздушные винты постоянного шага — ВПШ-3, которые, как оказалось в ходе госиспытаний, снимали с моторов меньшую мощность.
1 августа 1937 года самолёт после ремонта был подготовлен к контрольному облёту. Но от Управления ВВС поступило распоряжение срочно передать самолёт на госиспытания. На заводской аэродром прибыла бригада из НИИ ВВС во главе с ведущим инженером И. М. Марковым и лётчиком П. М. Стефановским. В составе бригады прибыли: второй пилот В. Е. Дацко; штурманы С. А. Черкасов и А. М. Брядинский. Заводской облёт отменили и немедленно приступили к оформлению документации о приёмке самолёта. От завода в состав экипажа вошли: инженер А. С. Рахманин и бортмеханик М. Ф. Жилин. Самолёт перегнали в НИИ ВВС и этот полёт засчитали как контрольный облёт после ремонта. 11 августа 1937 года в НИИ ВВС приступили к выполнению программы первого этапа госиспытаний, самолёт испытывали пилоты: А. Б. Юмашев, М. А. Нюхтиков и другие. По большинству параметров получили вполне удовлетворительные результаты, но достичь расчётных максимальных скоростей по высотам, как и на заводских испытаниях, не удалось. С отключённым АЦН была достигнута максимальная скорость до 360 км/час (на 10 км/час меньше, чем при заводских испытаниях), а с работающим АЦН — до 403 км/час. О недоборе максимальной скорости доложили Петлякову. Выяснилось, что опытные образцы моторов АМ-34ФРН развивали максимальную взлётную мощность в 1050 л. с. вместо расчётной — 1200 л. с., в соответствие с которой рассчитывались максимальные скорости по высотам. Кроме того, дополнительный мотор М-100, в составе АЦН так же недодавал обороты. В августе 1937 года для продолжения государственных испытания первого прототипа (АНТ-42-1) с включениями АЦН вместо моторов АМ-34ФРН были установлены более мощные, модифицированные моторы АМ-34ФРНБ. На 18 августа 1937 года был запланирован демонстрационный полёт АНТ-42-1 на авиационном празднике в Тушино, но решили не рисковать и участие в воздушном параде отменили.
18 октября 1937 года, был завершён первый этап госиспытаний первого прототипа. Программу госиспытаний пришлось прервать в связи с выработкой установленного ресурса моторов АМ-34ФРНБ (завод № 24 установил их гарантированный ресурс — 50 часов). В отчёте было отмечено, что полученные данные не являются окончательными из-за неудовлетворительной работы винтомоторной группы — недостаточного диапазона углов поворота лопастей воздушных винтов ВПШ-3, вследствие чего с моторов не снималась полная мощность. Кроме того, проявились недостатки в работе системы охлаждения моторов, вследствие недоведённости топливной и масляной систем самолёта. Вследствие неудовлетворительной надёжности моторов АМ-34ФРНБ, испытательные полёты на максимальную дальность и соответствующие замеры расхода топлива не производились. Всего, в ходе первого этапа госиспытаний было выполнено 63 полёта (из них 12 полётов — с включением АЦН). Запас прочности покрышек колёс основных опор шасси вызвал опасения, поэтому максимальный взлётный вес самолёта решили ограничить величиной 23858 кг. Предполагалось после замены покрышек увеличить заправку топливом и, при бомбовой нагрузке 3000 кг, довести максимальный взлётный вес до 28000 кг. При этих условиях предполагалось достичь расчётной дальности в 3000 км. По результатам первого этапа госиспытаний отмечалось: высокая скорость на высотах 8000-10000 м обеспечивает самолёту малую уязвимость от атак истребителей; обеспечены удобные условия для работы экипажа, пилотам обеспечены хороший обзор и надёжная связь; отмечена недостаточная продольная устойчивость самолёта и чрезмерные усилия на штурвале; низкая эффективность тормозных устройств колёс основных опор шасси; низкая эффективность воздушных винтов ВПШ-3; вибрационная тряска тяговых моторов при включении АЦН; неудовлетворительная надёжность системы управления турелями стрелкового вооружения; несоответствие оптических прицелов скоростям полёта; чрезмерно большой вес пустого самолёта — 17885 кг.
В конце октября 1937 года по обвинению в злонамеренной задержке работ (проблемы с доводкой силовой установки ТБ-7) органами НКВД были арестованы: А. Н. Туполев, В. М. Петляков и Мясищев и ряд ведущих специалистов из КБ-1. Этим арестом бывший заместитель главного конструктора ЦАГИ В. М. Петляков был навсегда отлучён от работ по доводке и совершенствованию ТБ-7. На его рабочем столе остались папки с документами по нескольким перспективным проектным направлениям развития бомбардировщика ТБ-7. В частности: проект установки паротурбинных двигателей; оборудование в фюзеляже гермокабин вентиляционного типа, а также — перспективный проект самолёта со стреловидным крылом и воздушно-реактивным двигателем.
С ноября 1937 года в связи с арестом НКВД: А. Н. Туполева, В. М. Петлякова, В. М. Мясищева и ряда ведущих специалистов КБ-1, все работы по доводке АНТ-42-1, по завершению постройки второго прототипа — АНТ-42 «дублёра» и его доводке, а также подготовка ТБ-7 к серийному производству, осуществлялись под руководством И. Ф. Незваля.
С декабря 1937 года завод № 156 приступил к доработке первого прототипа АНТ-42 (после ареста А. Н. Туполева самолёту было присвоено обозначение: «самолёт 42»), в ходе которой были установлены модернизированные моторы АМ-34ФРНВ (номинальная мощность 1050 л. с.); рули высоты и направления увеличенной площади и с большей осевой компенсацией; удлинена кормовая часть фюзеляжа; вместо колёс, основные опоры шасси были снабжены лыжами — не убирающимися в полёте; изменена конструкция хвостовой опоры шасси. После комплекса конструктивных доработок АНТ-42 подвергся второму этапу госиспытаний в НИИ ВВС.
В январе и феврале 1938 года на Щёлковском аэродроме произведены испытательные полёты АНТ-42 с неубирающимся лыжным шасси. В заключении к Отчёту сообщалось: «Самолёт обладает потолком большим, чем современные скоростные истребители, и скоростями, близкими к скоростям истребителей на высоте 7000-8000 м».
В первых числах марта 1938 года «самолёт 42-1» был переоборудован на колёсное шасси и перелетел в Евпаторию, туда же выехала группа специалистов во главе с И. Ф. Незвалем с целью выяснения причины недобора максимальной скорости. Во время перелёта возникла незначительная тряска четвёртого мотора. В последующих полётах тряска четвёртого мотора усилилась. Испытатель НИИ ВВС Стефановский отказался вылетать до выявления причины тряски мотора и её устранения. Как выяснилось, тряска мотора возникла вследствие неправильной регулировки воздушного винта. Было решено при разборке воздушных винтов установить увеличенные противовесы механизма изменения шага. В контрольном трёхчасовом полёте, самолёт пилотируемый Стефановским, на высоте 8600 м с включённым АЦН впервые достиг скорости 440 км/час. По результатам государственных испытаний, первый прототип «самолёт 42» по важнейшим лётно-тактическим данным превзошёл американский аналог В-17 первых модификаций. В частности: максимальная скорость (на высоте 8600 м) — 430 км/час; практический потолок — 11000 м; дальность полёта (с бомбовой нагрузкой 2000 кг) — до 3000 км.
Вскоре И. Ф. Незваль телеграммой от начальника ГУАП М. М. Кагановича был в срочном порядке отозван в Москву. 20 апреля 1938 года Каганович сообщил Незвалю, что «самолёт 42» принят на вооружение ВВС и к серийному производству на заводе № 124 в Казани под обозначением ТБ-7, а также о том, что ему предстоит немедленно ехать на этот завод в качестве главного конструктора. Со второй половины августа 1938 года программа государственных испытаний первого прототипа производилась параллельно с испытаниями второго прототипа — «дублёра», переданного в НИИ ВВС 11 августа 1938 года.
С 29 сентября 1938 года по 25 марта 1939 года «самолёт- 42» выполнял испытательные полёты с доработанной топливной системой и с моторами АМ-34ФРНВ, снабжёнными воздушными винтами изменяемого шага: ВИШ-4 и ВИШ-24. Планировалось так же провести испытания этого самолёта с моторами АМ-34ФРН оборудованными индивидуальными турбокомпрессорами ТК-1, при этом предполагалось снять с самолёта АЦН. В декабре 1938 года программа государственных испытаний первого прототипа была продлена до марта 1939 года в связи с завершением государственных испытаний «дублёра», принятого в качестве эталона для постройки первой серии самолётов ТБ-7 на заводе № 124 в Казани. В 1939 году в агрегате АЦН мотор М-100 был заменён более мощным мотором М-103, также были проведены испытания раздельных систем охлаждения основных моторов и мотора М-103, однако АЦН по прежнему работал ненадёжно.
1 мая 1939 года «самолёт 42-1» пролетел над Красной площадью. 4 марта 1940 года постановлением Комитета обороны работы по доводке моторов АМ-34ФРН с турбонагнетателями ТК-1 были прекращены. Весной 1941 года «самолёт 42» по предложению М. В. Водопьянова переоборудовали для полётов в условиях Арктики. Во время войны «самолёт 42» находился на аэродроме завода в Казани, где использовался для тренировочных полётов. Однажды механики забыли снять фиксирующие струбцины с рулей высоты и самолёт на взлёте врезался в железнодорожную насыпь.

### Второй опытный прототип: АНТ 42 «дублёр»
В ходе заводских и государственных испытаний первого прототипа второй прототип (АНТ-42-2) — «дублёр» находился в постройке. В его конструкцию вносились изменения с учётом результатов испытания первого прототипа с целью улучшения лётных характеристик, повышения надёжности и технологичности для последующего серийного производства. В частности, по сравнению с первым прототипом: увеличена ширина фюзеляжа в миделевом сечении на 100 мм; по аналогии с доработками первого прототипа увеличены площади рулей высоты и направления, с увеличенной осевой компенсацией возникающих в полёте шарнирных моментов; доработана система управления самолётом; внесены изменения в конструкцию шасси; вместо моторов АМ-34ФРН планировалась установка более мощных модифицированных моторов АМ-34ФРНБ с улучшенными высотными характеристиками; изменён состав оборонительного вооружения.
По требованию ВВС на «дублёре» должны были установить уже доведенные высотные основные моторы и агрегат централизованного наддува (АЦН) с автоматическим регулированием; свободнонесущее (без лент-расчалок) хвостовое оперение, рули высоты и направления увеличенной площади и с увеличенной аэродинамической осевой компенсацией возникающих в полёте шарнирных моментов; колёса основных опор шасси оборудованные двухсторонними тормозами и усиленными покрышками; дистанционное управление всеми установками оборонительного вооружения. Изменился состав оборонительного вооружения: в носовой и кормовой установках вместо пушек ШВАК были установлены спаренные пулемёты ШКАС; в верхней установке вместо спаренных пулемётов ШКАС установили башенную турельную артиллерийскую установку (ТАТ) с пушкой ШВАК; предусмотренные проектом люковая и командирская установки со ШКАС и оконная установка со ШВАК были упразднены. Несколько изменился состав бомбового вооружения.
В конструкцию планера «дублёра» по сравнению с первым прототипом были внесены следующие изменения: стрингерный набор крыла и фюзеляжа выполнен из прессованных профилей; доработана конструкция нервюр крыла; размах центроплана увеличен на 100 мм; вместо сварных деталей узлов лонжеронов центроплана применены детали из поковок; увеличена площадь посадочных щитков; ширина фюзеляжа в миделевом сечении увеличена на 100 мм; увеличена длина кормовой части фюзеляжа; внесены изменения в систему управления самолётом; внесены изменения в оборудование самолёта.
Выпуск второго опытного прототипа заводом № 156 планировался к 1 декабря 1937 года, но затем этот срок был перенесен на 1 марта 1938 года, но и в этот срок не уложились. К 1 января 1938 года рабочее проектирование «дублёра» было завершено, за исключением оборудования. Самолёт находился в состоянии достройки с готовностью 58 %. Предполагалось установить моторы АМ-34ФРНВ и АЦН с мотором М-100А (вместо М-100). Однако, фактически были установлены моторы АМ-34ФРНБ, снятые с первого прототипа, с воздушными винтами ВПШ-3Б в сочетании с АЦН с мотором М-100А. Моторы АМ-34ФРНВ находились в состоянии доводки и были установлены позже. Специалисты НИИ ВВС предложили модернизировать силовую установку «дублёра» путём замены моторов АМ-34ФРНБ моторами АМ-34ФРНВ с индивидуальными турбокомпрессорами и демонтажа АЦН, а в последующей перспективе вместо моторов АМ-34ФРНВ установить модифицированные моторы АМ-35 с индивидуальными турбокомпрессорами и с новыми винтами, имеющими большой диапазон изменения шага.
В мае 1938 года второй прототип «самолёт-42»-2 «дублёр» был завершён постройкой на заводе № 156. 26 июля 1938 года состоялся первый полёт второго прототипа АНТ-42 дублёр. До 1 августа 1938 года проводились заводские испытания «дублёра». 11 августа 1938 года «дублёр» был передан в НИИ ВВС для государственных испытаний, которые проводились совместно с первым прототипом. 28 декабре 1938 года завершены государственные испытания «дублёра». Всего, с учётом заводских испытаний, «дублёр» совершил 69 полётов и был принят в качестве эталонного образца для постройки первой серии самолётов ТБ-7 на заводе № 124 в Казани. При этом государственные испытания первого прототипа были продлены до марта 1939 года.
В заключении по лётным испытаниям обеих машин отмечалось, что во время полёта на высоте 10000—11000 м самолёт малоуязвим для истребителей противника. Даже будучи полностью загружен горючим и бомбами, самолёт быстро набирал максимальную высоту полёта, легко выполнял виражи с креном до 50° в условиях, когда другие самолёты (в том числе истребители) могли с трудом удерживаться на курсе, без выполнения какого-либо манёвра, даже на минимальной скорости. Высокая маневренность машины на высотах до 10000 м обеспечивала прицельное бомбометание и малую уязвимость для огня зенитной артиллерии. По результатам испытаний НИИ ВВС настоятельно рекомендовал немедленно начать массовый серийный выпуск АНТ-42 под обозначением ТБ-7.
Из заключения НИИ ВВС: «Самолёт по своим лётно-тактическим данным является современным самолётом. Скорость 403 км/час на высоте 8000 м делают его малоуязвимым на этой высоте и выше для современных истребителей. Высокая маневренность на высотах 8000-10000 м обеспечивает прицельное бомбометание с этих высот и хорошую защиту манёвром от огня зенитной артиллерии. НИИ ВВС настаивает на немедленном внедрении в массовую серийную постройку самолёта ТБ-7».
В 1939 году в связи с развёртыванием серийного производства бомбардировщиков ТБ-7 на заводе № 124 в Казани функции эталонного образца («дублёра») были полностью исчерпаны и этот самолёт планировалось утилизировать. Однако с началом Великой Отечественной войны командир авиадивизии М. В. Водопьянов лично осмотрел машину и приказал ввести её в строй в качестве учебно-тренировочной. В период с 1941 по 1942 гг. «дублёр» находился в составе полка АДД, где состояли на вооружении бомбардировщики ТБ-7, с базированием в Коврове и Кратове.
В 1942 году «дублёр» прошёл ремонт на заводе № 22 в Казани, в ходе которого моторы АМ-34ФРНВ были заменены на моторы АМ-35А и демонтирован АЦН с установкой в освободившийся отсек дополнительного бензобака. После ремонта самолёт был включён в боевой состав 890-го авиационного полка, где в его кормовой стрелковой установке вместо спаренных пулемётов ШКАС установили пушку ШВАК. До весны 1944 года самолёт совершил более 120 боевых вылета (больше чем любой другой ТБ-7), в ходе которых сбросил на вражеские объекты около 500 тонн бомб и почти миллион листовок, выполнял десантные операции по заброске в глубокий тыл противника разведывательных и диверсионных групп.
1 мая 1945 года «дублёр» возглавил парадный строй самолётов, пролетающих над Москвой.

## Серийное производство
Постройка двух первых опытных самолётов осуществлялась в Москве на заводе № 156 (ЗОК): первый прототип АНТ-42 был построен в 1936 году; второй прототип АНТ-42 «дублёр» был начат постройкой в апреле 1936 года. Однако сроки заводских и государственных испытаний первого прототипа затянулись по причине отсутствия необходимых высотных моторов, что отразилось на сроках завершения постройки «дублёра», который проектировался и строился с учётом замечаний, выявленных в процессе испытаний первого прототипа.
В 1937 году для серийного производства ТБ-7 был определён «Завод № 124 имени Серго Орджоникидзе» в Казани. Однако самолёт — «дублёр», принятый в качестве эталона для постройки ТБ-7 первой серии, был завершён постройкой с опозданием в мае 1938 года. В июле 1938 года совершил первый полёт в ходе заводских испытаний. Только 11 августа 1938 года поступил на государственные испытания, которые успешно завершились в декабре 1938 года.
Подготовка завода № 124 к серийному производству ТБ-7 началась в 1937 году, но фактически было развёрнуто только в 1939 году по итогам совещания авиационных работников и под личную ответственность начальника НИИ ВВС А. И. Филина. Серийную постройку самолётов ТБ-7 на Казанском заводе № 124 было решено производить в двух вариантах: с системой центрального наддува и без неё. В дальнейшем предполагалось устанавливать моторы АМ-35А с высотными нагнетателями. Все замечания, предъявляемые к самолёту — «дублёру», который был определён в качестве эталона, при постройке самолётов первой серии, было решено устранять в процессе серийного производства. С целю снижения лобового сопротивления от носовой части фюзеляжа, было решено на серийных самолётах не устанавливать выступающий за обводы носовой части фюзеляжа обтекатель кабины штурмана, так называемую «бороду» — в ущерб обзору.
В «Акте 1-го (самолетостроительного) Главного управления Наркомата авиационной промышленности СССР “О состоянии самолетостроения и научно-исследовательской работы по I-му и II-му главным управлениям НКАП на 1 января 1940 г.”» было сказано, что при запланированной на 1939 год серии из 10 самолётов ТБ‑7 4АМ‑34 + М‑100Л фактически заводом № 124 было изготовлено пять самолётов, из них только три принято ВВС. Постройка дальнейших серий самолета прекращена.
В начале 1940 года из Наркомата авиапрома на завод № 124 поступило распоряжение разобрать всю технологическую оснастку для производства ТБ-7, включая демонтаж сборочных стапелей. Возможно это распоряжение явилось следствием реакции советского военно-политического руководства на успехи германской фронтовой авиации в Польше. Однако весной 1940 года поступило противоположное распоряжение и серийное производство ТБ-7 было возобновлено.
В течение 1940 года всего было выпущено 12 самолётов. Поскольку главным сдерживающим фактором было отсутствие двигателей, то к весне 1941 года завод № 124 выпустил самолёты ТБ-7 с дизельными моторами М-40Ф и М-30. Первые боевые вылеты ТБ-7 выявили недостаточную эксплуатационную надёжность дизельных моторов. С августа 1941 года в авиационные части, вооруженные ТБ-7, были направлены представители завода № 124 для доработок по повышению надёжности серийных машин. Началась замена дизелей на бензиновые моторы АМ-35А, а на самолётах с дизельными моторами увеличили запас масла в связи с выявлением его повышенного расхода.
В августе 1941 года было усилено оборонительное вооружение ТБ-7, которое в течение всех последующих боевых действий самолёта показало высокую эффективность и в дальнейшем уже не подвергалось изменениям.
В конце 1941 года в Казань был эвакуирован московский авиазавод № 22. На базе двух заводов образован единый завод № 22, основной продукцией которого стал пикирующий бомбардировщик Пе-2. Тогда же на Казанском заводе № 22 продолжил работу В. М. Петляков, руководивший до своего ареста работами по ТБ-7. На фоне крупносерийного производства самолётов Пе-2, выпуску ТБ-7 отводилось второстепенное значение. На выпускающихся серийно и на большинстве находившихся в эксплуатации ТБ-7 вместо дизельных М-30 и М-40 стали устанавливать высотные моторы АМ-35А.
В течение 1941 года было всего выпущено 17 самолётов ТБ-7: три — с дизельными моторами М-40Ф; одиннадцать — с дизельными моторами М-30 и три — с бензиновыми моторами АМ-35А. Лётные характеристики ТБ-7 с моторами АМ-35А заметно улучшились, но несколько уменьшилась дальность полёта.
В течение первых месяцев 1942 года завод № 22 выпустил 20 самолётов ТБ-7 и в очередной раз прекратил их производство, отказавшись в пользу Пе-2. В начале 1942 года в авиакатастрофе на самолёте Пе-2 погиб руководитель проекта «42» (ТБ-7) и ведущий конструктор В. М. Петляков. В память о выдающемся конструкторе В. М. Петлякове все самолёты ТБ-7 получили обозначение — Пе-8.
В связи с прекращением производства моторов жидкостного охлаждения АМ-35А на двух самолётах ТБ-7 впервые были установлены моторы воздушного охлаждения АШ-82 для проведения лётных испытаний. По скорости и высотности Пе-8 с моторами АШ-82 незначительно уступал предыдущему варианту, но эффективность его боевого применения существенно не изменилась.
В 1943 году выпуск самолётов ТБ-7 был возобновлён под новым обозначением — Пе-8 с двигателями воздушного охлаждения — М-82. Всего в течение 1943 и 1944 годов было выпущено 34 самолёта Пе-8 с моторами М-82. Первые два прототипа имели носовую часть без изменений, но все последующие получили новую, с шаровой установкой типа Ну-134 с пулемётом Березина и магазинным питанием. В конце 1944 года завод выпустил последние четыре самолёта Пе-8 с дизельными моторами АЧ-30Б, из них два самолёта — в варианте бомбардировщика и два — в модификации «особого назначения» Пе-8ОН.
В начале 1945 года производство Пе-8 было прекращено.
Список произведённых Пе-8
| Год    | Серийный номер                                                                              | Комментарий | Кол-во |
| ------ | ------------------------------------------------------------------------------------------- | --- | ------ |
| 1936   | 4201                                                                                        | Первый прототип: АМ-34ФРН → АМ-34ФРНБ → АМ-34ФРНВ и 1×АЦН (М-100)                                                | 1      |
| 1938   | 4202 (385Д)                                                                                 | Второй прототип (самолёт-дублёр): АМ-34ФРНВ и 1×АЦН (М-100А); принят в качестве эталона для постройки 1-й серии. | 1      |
| 1939   | 4211 — 4214                                                                                 | 4×АМ-34ФРНВ и 1×АЦН-2 (М-100А), переоборудованы АМ-35А                                                           | 4      |
| 1939   | 4215                                                                                        | АМ-35, переоборудован АМ-35А                                                                                     | 1      |
| 1939   | 4216                                                                                        | 4×АМ-34ФРНВ и 1×АЦН-2 (М-100А), переоборудованы АМ-35А                                                           | 1      |
| 1940   | 4217 — 4222                                                                                 | АМ-35, переоборудован АМ-35А                                                                                     | 6      |
| 1940   | 4223, 4224                                                                                  | АМ-35А | 2      |
| 1940   | 4225                                                                                        | М-40, переоборудован АМ-35А                                                                                      | 1      |
| 1940   | 4226                                                                                        | АМ-35А | 1      |
| 1940   | 4227                                                                                        | М-40, переоборудован АМ-35А                                                                                      | 1      |
| 1940   | 42015                                                                                       | АМ-35А, транспортно-десантный вариант                                                                            | 1      |
| 1941   | 42025, 42035                                                                                | М-40Ф, переоборудован АМ-35А                                                                                     | 2      |
| 1941   | 42045                                                                                       | М-40Ф | 1      |
| 1941   | 42055, 42016 42026, 42036 42046, 42056                                                      | М-30 | 6      |
| 1941   | 42066, 42076 42086, 42096 42106                                                             | М-30, переоборудованы АМ-35А                                                                                     | 5      |
| 1941   | 42017, 42027 42037                                                                          | АМ-35А | 3      |
| 1942   | 42047                                                                                       | М-82← для проведения лётных испытаний                                                                            | 1      |
| 1942   | 42057, 42067 42077, 42087 42097, 42107 42018, 42028                                         | АМ-35А | 8      |
| 1942   | 42038                                                                                       | АЧ-30Б | 1      |
| 1942   | 42048                                                                                       | АМ-35А | 1      |
| 1942   | 42058                                                                                       | М-82 ← для поведения лётных испытаний                                                                            | 1      |
| 1942   | 42068, 42078 42088, 42098 42108, 42019                                                      | АМ-35А | 6      |
| 1942   | 42029, 42039                                                                                | АЧ-30Б | 2      |
| 1943   | 42049, 42059 42069, 42079 42089, 42099 42109, 42110 42210, 42310                            | М-82, с номера 42049 с новой носовой частью фюзеляжа и турелью Ну-134.                                           | 10     |
| 1943   | 42410                                                                                       | АШ-82ФН, самолёт усиленной конструкции, с увеличенной максимальной бомбовой нагрузкой с 4000 до 7000 кг          | 1      |
| 1943   | 42510, 42610 42710, 42810 42910, 421010 42111                                               | АШ-82 | 7      |
| 1944   | 42211, 42311 42411, 42511 42611, 42711 42811, 42911 421011, 42112, 42212 42312, 42412 42512 | АШ-82 | 14     |
| 1944   | 42612, 42712                                                                                | АЧ-30Б, в модифицированном варианте: «самолёт особого назначения» Пе-8ОН                                         | 2      |
| 1944   | 42812, 42912                                                                                | АЧ-30Б | 2      |
| Итого: |                                                                                             | (включая 2 прототипа)                                                                                            | 93     |

| Производитель  | 1939 | 1940 | 1941 | 1942 | 1943 | 1944 | Всего |
| -------------- | ---- | ---- | ---- | ---- | ---- | ---- | ----- |
| № 124 (Казань) | 2    | 10   | 23   |      |      |      | 35    |
| № 22 (Казань)  |      |      |      | 22   | 29   | 5    | 56    |
| Всего          | 2    | 10   | 23   | 22   | 29   | 5    | 91    |

| Производитель  | 1 | 2 | 3 | 4 | 5 | 6 | 7 | 8 | 9 | 10 | 11 | 12 | Всего |
| -------------- | - | - | - | - | - | - | - | - | - | -- | -- | -- | ----- |
| № 124 (Казань) | 0 | 1 | 1 | 0 | 2 | 3 | 4 | 4 | 3 | 1  | 2  | 2  | 23    |

### Описание конструкции

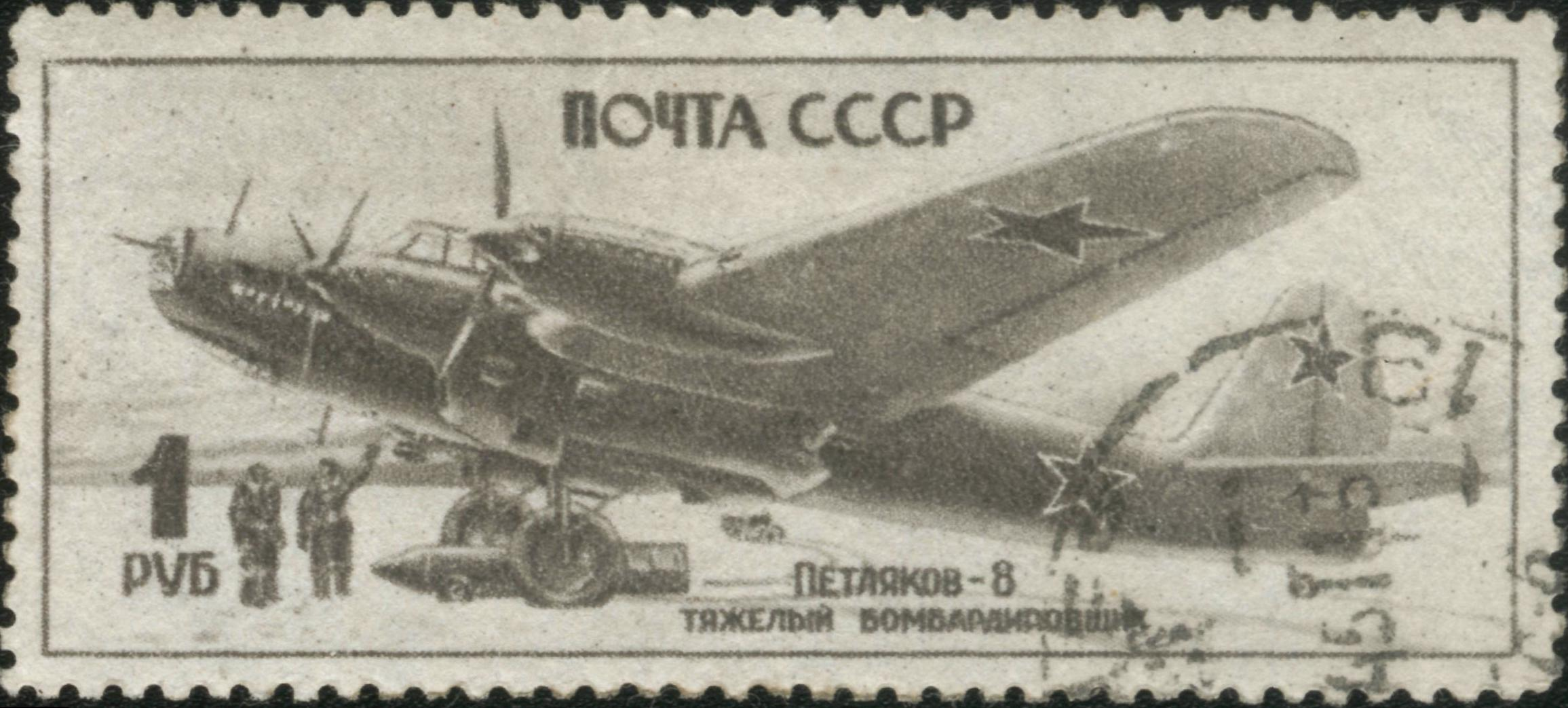
Почтовая марка СССР военных лет с изображением Пе-8

## Техническое описание самолёта

### Фюзеляж
Конструктивно ТБ-7 (Пе-8) представлял собой цельнометаллический четырёхмоторный среднеплан с гладкой обшивкой. Планер самолёта был выполнен разборным. Крыло состояло из центроплана и отъёмных консолей. Средняя часть фюзеляжа и центроплан выполнялись как единое целое.
Размеры и конструкция самолёта не менялись за время его существования. Размах крыла составлял 39,01 м, площадь крыла 188,68 м², длина самолёта 23,59 м, площадь горизонтального оперения 29,28 м², вертикального оперения 11,30 м². Шасси с двухстоечной амортизацией, убираемое в мотогондолы движением назад, колеса 1600*500 мм, хвостовое колесо 700*300 мм, неубираемое. Позднее основные колеса были заменены на 1660×585 мм и хвостовое на 770×330 мм.
Кабина экипажа выполнена двухэтажной. Сверху носовой части находились рабочие места лётчиков (командира корабля и помощника), которые сидели не парно, а один за другим. Впереди внизу сидел стрелок-бомбардир, за ним — штурман корабля, справа внизу — борттехник с помощником, слева от борттехников находился бортрадист. Для обороны самолёта имелось четыре стрелка: центральный, хвостовой и два подшассийных. Последние имели рабочие места, оборудованные в гондолах шасси.
Под обширной грузовой палубой центроплана располагался основной бомбовый отсек, под кабиной находился дополнительный отсек для осветительных бомб. Грузовая палуба могла быть использована для перевозки пассажиров или грузов. Самолёт имел частичное бронирование, состоявшее из двух 9-мм бронеспинок сидений лётчиков и небольших бронедеталей той же толщины для защиты штурмана и стрелков в мотогондолах.

### Силовая установка
В качестве силовой установки на большинстве самолётов использовались четыре V-образных 12-цилиндровых карбюраторных двигателя жидкостного охлаждения АМ-35А по 1200 л. с. каждый.
Самолёты разных серий могли различаться типом силовой установки. На первых серийных самолётах устанавливались АМ-34ФРНВ. Позднее устанавливались двигатели АМ-35А, дизельные М-30 (из-за технических проблем снова заменённые на АМ-35А), М-82ФН и дизельные АЧ-30Б. В единичных случаях использовались двигатели М-105 и АШ-82ФН (1946 г).
Первоначально самолёт имел пятый двигатель под названием агрегат центрального наддува АЦН-1, размещался внутри фюзеляжа и приводил в действие воздушный компрессор, нагнетавший воздух в двигатели маршевой группы. Таким образом решалась проблема повышения высотности самолёта. Это была вынужденная мера, так как не было двигателей со встроенными турбокомпрессорами. На АЦН-1 применялся мотор АМ-34ФРН. В дальнейшем был разработан агрегат АЦН-2, на котором установили мотор М-103А.
Также имели место попытки применения дизельных авиадвигателей М-40 конструкции А. Д. Чаромского. Двигатели имели мощность 1000 л. с. и оснащались винтами ВИШ-24. Однако работа двигателей была неудовлетворительной — время от времени они неожиданно останавливались на больших высотах из-за того, что регулировка подачи топлива делалась лётчиком вручную сообразно оборотам двигателей. Это приводило к остановке турбокомпрессоров и двигателей, а запустить их можно было только на высоте порядка 1500 м. Позднее взамен М-40 были выпущены доработанные дизели АЧ-30Б, в которых был поставлен центробежный нагнетатель. АЧ-30Б устанавливались на ряде ТБ-7 поздних серий, а самолёты, получившие при выпуске двигатели М-40, впоследствии были переоснащены двигателями АМ-35А.
Радиаторы охлаждения устанавливались в мотогондолах средних двигателей, по одному общему на два двигателя с одной стороны. Топливная система включала 19 бензобаков, расположенных в фюзеляже, центроплане и крыле. По мере расходования топлива, баки заполнялись нейтральным газом, поступавшим из выхлопного коллектора. Баки сварные, протектированные сравнительно тонким слоем резины.
С бомбовой нагрузкой в 2000 кг, при полной заправке топливом максимальная дальность полёта Пе-8 составляла:
- с двигателями АМ-35А — 3600 км,
- с М-40 или М-30 — 5460 км,
- с М-82 — 5800 км.

В особых случаях дальность полёта могла быть и большей. К примеру, для организации перелёта Молотова в Англию и США в 1942 году (смотри ниже), на самолёт были установлены дополнительные баки и кислородные баллоны.

### Вооружение

#### Бомбардировочное вооружение
В бомболюки самолёта можно было подвесить до 40 ФАБ-100, либо бомбы более крупного калибра. По одному замку было и на плоскостях, и на внешней подвеске можно было нести пару 1000 кг или 2000 кг бомб.
Для бомбометания применялись бомбы ФАБ-250, ФАБ-500, ФАБ-1000 и ФАБ-2000. Однако с бомбами калибра более 1000 кг периодически возникали проблемы: не срабатывал механизм сброса, что вынуждало освобождать замок сбрасывателя вручную. Максимальная бомбовая нагрузка Пе-8 составляла 4000 кг, однако даже в перегруженном состоянии самолёт не терял своих основных показателей.
В 1943 году разработана бомба калибра 5000 кг: ФАБ-5000НГ. Так как бомба в бомбовый отсек Пе-8 полностью не помещалась, самолёт летел с приоткрытыми створками бомболюка. Для использования бомбы было переоборудовано несколько машин с АМ-35А, на самолётах с АЧ-30Б и М-82 это было предусмотрено серийно.

#### Оборонительное вооружение
Пе-8 обладал мощным оборонительным вооружением, состоявшим из двух 20-мм пушек ШВАК, размещённых в двух точках (сверху фюзеляжа и в корме машины), двух крупнокалиберных 12,7-мм пулемётов УБТ (или НС-12,7), размещённых в задних частях гондол шасси на средних двигателях, и двух 7,62-мм пулемётов ШКАС, установленных в точке на носу машины. Возможности самолёта выполнять полёт на больших высотах и с таким внушительным оборонительным вооружением позволяло экипажам Пе-8 обходиться без истребительного прикрытия.
Однако в системе оборонительного вооружения были и недостатки, связанные с расположением вооружения. Так, расположение оборонительного вооружения не обеспечивало достаточно плотного обстрела во всех направлениях. В передней полусфере могла работать только спарка ШКАС (верхняя пушечная турель не могла эффективно стрелять вперед), нижняя полусфера была вообще без прикрытия ввиду отсутствия огневой точки в нижней части фюзеляжа. При атаке сбоку на противника можно было развернуть только одну ШВАК и один УБТ, к которым могли быть добавлены либо два легких пулемёта носовой спарки, либо кормовая ШВАК (в зависимости от положения противника).

### Оборудование
Оборудование самолёта считалось самым современным на тот период: топливная система состояла из 19 протектированных баков общей ёмкостью 17000 л с системой централизованной заправки. Баки по мере выработки топлива заполнялись нейтральным газом — охлаждёнными выхлопными газами от моторов. Гидросистема обеспечивала уборку и выпуск основных стоек шасси, привод колодочных тормозов, выпуск щитков. Самолёт имел, помимо стандартных приборов того времени, две радиостанции, автопилот, радиокомпас. Для длительных высотных полётов в самолёте имелся запас кислорода: двадцать восьмилитровых баллонов, четыре четырёхлитровых и два переносных.

## Официальные наименования самолёта
Машина 42, или Самолёт 42внутреннее заводское наименование, именно так подписывались заводские документы по бомбардировщику. Это наименование сохранялось на документах вплоть до прекращения серийного производства. Цифра 42 означает порядковый код проекта, принятый в ЦАГИ и затем унаследованный в КБ Туполева.
АНТ-42первое официальное государственное наименование, представляет собой сокращение от имени Андрея Николаевича Туполева, руководителя ЦАГИ на тот момент. Исторически связывается с первым прототипом, хотя на некоторых государственных документах это название указывается в контексте серийных машин.
ТБ-7военное обозначение бомбардировщика в ВВС. Под этим именем он был принят на вооружение, вся техническая документация предназначенная для эксплуатации машин, содержала это название. Это обозначение исторически связывается с самолётами, выпущенными до первой половины 1941 года.
Пе-8за создание и внедрение в серийное производство Пе-2 В. М. Петляков был реабилитирован и выпущен из заключения с полным восстановлением в правах и званиях, но в 1942 году погиб в авиакатастрофе. В честь погибшего конструктора ТБ-7 был переименован в Пе-8. Этим обозначением принято наименовать все выпущенные самолёты, включая два прототипа, но в узком научном контексте, так принято обозначать только самолёты с АЧ-30Б и М-82.
«Петляков»Этим именем самолёт именовался лётным и техническим составом.

## Модификации самолёта

### ТБ-7 «Звено»
Версия ТБ-7 «Звено» — ТБ-7 в модификации «Звено» СПБ (составной пикирующий бомбардировщик): не выпускался, проект не реализован.
Самолёт ТБ-7 «Звено» СПБ разрабатывался в рамках развития проекта «Звено», реализуемого под руководством инженера Вахмистрова. Предполагалось использование ТБ-7 в качестве носителя (на внешних крыльевых подвесках) двух пилотируемых истребителей с бомбами по 500 кг. В качестве носителей бомб предполагалось применять серийные истребители: И-16, И-180, ЛаГГ-3, МиГ-3. Проект не был реализован.

### Транспортный ТБ-7
Версия ТБ-7 транспортный — ТБ-7 в модификации транспортно-десантного самолёта: один экземпляр, серийный № 42015.
В 1940 году был построен единственный вариант ТБ-7 в модификации транспортно-десантного самолёта. Им стал ТБ-7 с серийным номером № 42015. От серийных машин он отличался усиленным планером (в районе центроплана) и многочисленными приспособлениями для установки сидений десанта и перевозки грузов. Версия имела специальное оборудование, позволяющее после высадки десанта переоборудовать его в командный пункт. Планер самолёта в этом варианте служил для установки наземной, стационарной радиоантенны дальней связи. Модификацией предусматривалось устройство съемной десантной кабины вместимостью 12 человек. С началом Великой Отечественной войны оборудование было демонтировано, а сам самолёт был переоборудован в обычную версию бомбардировщика.

### Пе-8 ОН
Версия Пе-8 ОН — самолёт Пе-8 особого назначения: два экземпляра, серийные № 42612 и 42712.
История производства самолёта Пе-8 особого назначения связана с проектированием в 1944 году пассажирского варианта Пе-8 с салоном на 12 человек и трёхместной спальной кабиной для перевозки высокопоставленных лиц СССР. Проектирование было поручено ОКБ И. Незваля на основании приказов Народного комиссара авиационной промышленности.
При разработке конструкторской документации по этому варианту самолёта были внесены конструктивные изменения:
- в фюзеляже в отсеке центроплана между первым и вторым лонжеронами крыла оборудована кабина на два-три спальных места;
- в фюзеляжном отсеке Ф-3 оборудована пассажирская кабина на 12 кресел;
- пассажирские кабины оборудованы системами обогрева и вентиляции, кислородным оборудованием для пассажиров;
- демонтирована верхняя фюзеляжная стрелковая установка «ТАТ» и вместо неё установлен обтекатель фонарного типа;
- увеличена площадь вертикального оперения за счёт развитого форкиля;
- передние кромки крыла и оперения снабжены антиобледенительными протекторами типа «Гудрич»;
- моторы АШ-82 были заменены на дизельные АЧ-30Б мощностью 1500 л. с. (взлётной) и снабжённые винтами нового типа УФ-61В с системой флюгирования лопастей с электрогидравлическим управлением перевода лопастей во флюгерное положение.

Всего было выпущено два экземпляра, отличавшихся друг от друга только цветом отделки салона. Испытания Пе-8 ОН проводились в апреле 1945 года. Сведений о применении этих модификаций по прямому назначению не сохранилось. После окончания войны оба самолёта были переданы в полярную авиацию, получив при этом новые моторы типа АШ-82, где и прослужили до полного износа.

### Пе-8 ЛЛ
Версия Пе-8 ЛЛ (летающая лаборатория) — самолёт Пе-8 в варианте летающей лаборатории: один экземпляр, серийный № 4218.
После окончания войны единственный уцелевший бомбардировщик первых серий был переоборудован в летающую лабораторию для испытаний авиационных моторов АШ-82ФН. У самолёта была переделана носовая часть фюзеляжа, на которую установили пятый мотор Аш-82ФН, за которым оборудовали место в кабине для инженера-испытателя.

### Пе-8 носитель
Самолёт Пе-8 в версии носитель крылатых ракет. Всего переоборудовано 6 единиц.
В конце 1944 года один самолёт Пе-8 с моторами АШ-82ФН был переоборудован в качестве носителя крылатых ракет 10х конструкции В. Н. Челомея. Самолёт участвовал в программе испытаний крылатых ракет в Средней Азии в первой половине 1945 года. Впоследствии под ракетоносцы было переоборудовано ещё 5 машин.

### Пе-8 носитель «Самолёта 5»
Версия Пе-8 носитель — самолёт Пе-8 в версии носителя экспериментальных ракетных самолётов 5-1 и 5-2: один экземпляр, серийный № 42911.
С развитием после окончания войны в СССР программы преодоления скорости звука и программы создания стреловидного крыла для преодоления скорости звука авиационным конструктором М. Р. Бисноватом были построены экспериментальные ракетные самолёты: «Самолёт 5» (версия 5-1 и 5-2 (дублёр)). В качестве самолёта-носителя использовался Пе-8 с двигателями АШ-82ФН. Под правой консолью крыла, между фюзеляжем и гондолой внутреннего двигателя, был установлен специальный пилон, к которому подвешивался «Самолёт 5». По условиям испытаний «Самолёт 5» буксировали до высоты 7000 — 7500 м. Постройка версии Пе-8 происходила в 1948 году на базе серийного бомбардировщика, с которого сняли все вооружение. Программа испытаний «Самолёт 5» с воздушного старта была прекращена в 1949 году за бесперспективностью развития самолётных ЖРД.

### Пе-8 (полярная модификация)
Версия Пе-8 — самолёт Пе-8 в полярной модификации: пять экземпляров.
После войны наименее изношенные машины были переоборудованы в транспортные самолёты для применения в условиях Крайнего Севера. На самолёты устанавливались моторы АШ-82, удалялось вооружение, ставилось спецоборудование для полярных полётов. Всего было переоборудовано 5 машин: Н419, Н395, Н396, Н550, Н562.
Пе-8 Н395 в 1947 году при совершении перелёта Москва — мыс Шмидта разбился при взлёте на мысе Косистом. Позднее обломки самолёта были вывезены в Центральный музей Военно-воздушных сил ВВС в Монино. Впоследствии (во второй половине 2000-х годов) большая часть была сдана в металлолом.
Пе-8 Н550 (№ 42612, бывший Пе-8 «ОН») в 1950 году входил в состав Московской авиационной группы особого назначения. В том году самолёт вышел из строя при жесткой посадке на острове Диксон.

## Нереализованные проекты

### АНТ-53
Довоенный проект первого советского пассажирского лайнера с герметичной кабиной и его транспортного варианта на базе серийного бомбардировщика ТБ-7 (АНТ-42). Предполагалось создать новый фюзеляж для размещения 48 пассажиров или 6 тонн груза. Концепция проекта была аналогична американскому пассажирскому самолёту «Боинг — 307», создаваемому на базе бомбардировщика В-17. Проект был остановлен вследствие возрастающей военной угрозы СССР со стороны гитлеровской Германии.

### Самолёт «Т»
Самолёт «Т» — проект создания перспективного тяжёлого дальнего бомбардировщика. В начале 1944 года ОКБ И. Ф. Незваля было выдано задание на разработку проекта перспективного тяжёлого дальнего бомбардировщика — вариант глубокой модернизации бомбардировщика Пе-8. Предполагалось значительно переделать фюзеляж и отдельные агрегаты для общего улучшения лётных и боевых качеств. Был построен и утвержден полноразмерный макет, завод начал изготовление отдельных агрегатов и узлов. Проект был прекращен в результате начала работ по Ту-4.

### Самолёт «Е»
В начале 1945 года параллельно с разработкой варианта Пе-8ОН ОКБ И. Незваля приступило к проектированию Самолёта «Е»: пассажирского самолёта на 50 мест на базе перспективного тяжёлого бомбардировщика (самолёт «Т») с двигателями АШ-82ФН. В 1-м полугодии 1945 года был составлен эскизный проект, разработаны общие виды, планы и рабочие чертежи по оперению и шасси. На конец 1-го полугодия 1945 года общая готовность конструкторских разработок составила 20 %. В июле 1945 года все работы по перспективному тяжёлому бомбардировщику «Т» и разрабатываемому на его базе пассажирскому лайнеру «Е» были прекращены в связи с переводом ОКБ И.Незваля на тематику бомбардировщика Б-4 (Ту-4).

## Эксплуатация и боевое применение
Впервые попытку испытать ТБ-7 в боевых условиях предприняли во время советско-финляндской войны. С этой целью в январе 1940 года на Карельский перешеек был направлен экипаж лётчика НИИ ВВС Дацко. Ввиду аварии ТБ-7 до театра военных действий не долетел, согласно акту, составленному после аварии, по вине лётчика.
Первые серийные ТБ-7 в 1940 году стали поступать в войска. Публичный показ серийного ТБ-7 должен был состояться при пролёте 1 мая 1940 года над Красной площадью в Москве. С этой целью готовились два самолёта (серийные № 4211 и 4216). При перегонке самолётов на аэродром Чкаловский 30 апреля 1940 года первый борт, пилотируемый полковником М. Громовым выполнил вынужденную посадку без шасси на грунт в связи с тем, что основные стойки шасси не встали на замки. На параде 1 мая пролёт выполнял борт с серийным № 4216, управляемый лётчиком НИИ ВВС Кабановым. После этого публичного показа первая группа ТБ-7 из шести самолётов была передана в 14-й тяжёлый бомбардировочный авиационный полк 18-й авиационной дивизии, базировавшийся на аэродроме Борисполь под Киевом.
Всего до конца 1940 года Народный комиссариат авиационной промышленности передал в войска 27 самолётов ТБ-7. Все самолёты поступили в 14-й тяжёлый бомбардировочный авиационный полк на вооружение 2-й авиационной эскадрильи (1-я и 3-я аэ имели на вооружении ТБ-3). Однако по данным НКО в полк поступило только 10 (9 самолётов по другим данным) самолётов ТБ-7, причем 4 из них были неисправными. В декабре первый из переданных в полк ТБ-7 (серийный № 4216), участник парада 1 мая, потерпел катастрофу. Полёты в полку на данном типе самолёта были временно прекращены до весны 1941 года.
С началом войны аэродром Борисполь был повергнут воздушным ударам, в результате которых минимум два ТБ-7 были уничтожены, а часть других повреждены. Оставшиеся в годном состоянии ТБ-7 были отведены в тыл в Казань. На базе 2-й аэ 14-го тяжёлого бомбардировочного авиационного полка в Казани 6 июля 1941 года началось формирование 412-го тяжёлого бомбардировочного авиационного полка, впоследствии получившего наименование 432-й тяжёлый бомбардировочный авиационный полк. Вновь сформированный полк вошёл в состав формировавшейся 81-й бомбардировочной авиационной дивизии.
После нанесения первых авиационных ударов по Берлину силами 8-й бомбардировочной авиационной бригады ВВС Балтийского флота 7 августа 1941 года к поставленной задаче были привлечены экипажи 81-й бомбардировочной авиационной дивизии на самолётах ТБ-7 и Ер-2. Задачу по нанесению удара командиру дивизии ставил лично И. В. Сталин. Удар был нанесён в ночь с 9-го на 10-е августа. К бомбардировке Берлина привлекалось 12 экипажей ТБ-7. К моменту старта к вылету были полностью готовы только 10 самолётов. В качестве запасной цели был выбран город Кёнигсберг.
Из 10 самолётов, вылетевших бомбить Берлин, 6 экипажей вышли на цель и выполнили боевую задачу, на свой аэродром (Пушкин) вернулось только два экипажа. Остальные самолёты вышли из строя по техническим причинам, произвели вынужденную посадку на других аэродромах из-за нехватки топлива, были сбиты огнём зенитной артиллерии, в том числе и своей.
При бомбардировке Кёнигсберга 29 апреля 1943 года с самолёта Пе-8 была впервые сброшена ФАБ-5000НГ (5000 кг), специально разработанная для Пе-8. В последующем ФАБ-5000НГ применяли в Курской битве в августе 1943 года.
К весне 1942 года в составе Дальней авиации был сформирован 746-й авиационный полк дальнего действия на самолётах Пе-8, который вошел в состав 45-й авиационной дивизии дальнего действия. Полк имел постоянное базирование на аэродроме Кратово. Штатная численность полка составляла 15 машин. На боевое задание вылетало по 5-8 самолётов. Практически все вылеты выполнялись только в ночное время. Был случай (по другим сведениям — дважды) использования самолёта днём, но, несмотря на успешное выполнение боевого задания, обе вылетавшие на задание машины получили такое количество боевых повреждений, что от такой практики отказались. Задания на вылет Пе-8 поступали непосредственно из Ставки Верховного главнокомандования. Полк участвовал в операциях:
- Удар по аэродрому Смоленск — 24 августа 1942 года;
- Ржевско-Сычёвская операция — с 30 июля 1942 года по 23 августа 1942 года.
- Орловская операция «Кутузов» — с 12 июля 1943 года по 18 августа 1943 года.
- Духовщинско-Демидовская операция — с 13 августа 1943 года по 18 сентября 1943 года.

К середине 1943 года авиация дальнего действия потеряла более 27 самолётов Пе-8.
Пе-8 применялись в стратегических бомбардировках для принуждения Финляндии к выходу из войны в 1944 г. Максимальное количество Пе-8 при бомбардировке 6 февраля 1944 года Хельсинки — 24 самолёта. Всего за период с боевых действий с 1941 по 1944 гг. выполнено 1509 боевых вылетов, сброшено 5371 тонн бомб, 51 264 листовки. Боевое применение Пе-8 было прекращено в конце 1944 года из-за невозможности эксплуатации самолёта с грунтовых аэродромов. Кроме того, произошло несколько случаев разрушения лонжерона крыла в полёте, что потребовало доработок заводскими специалистами. 45-я дивизия была перевооружена на самолёты американского производства. Изношенные Пе-8 были расстреляны в качестве мишеней, остальные были переданы в «Севморпуть».
Серийное производство Пе-8 было прекращено в 1945 году, вместо него в авиацию дальнего действия стал поступать на вооружение Ту-4.

### Перелёт Молотова в 1942 году
19 мая 1942 года самолёт с серийным номером 42066 перевёз советскую делегацию во главе с наркомом иностранных дел СССР В. М. Молотовым над оккупированными странами Европы на переговоры с союзниками в Великобританию и США.
В состав экипажа входили:
- командир — майор Э. К. Пусэп;
- второй пилот — капитан В. М. Обухов;
- штурманы — капитан А. П. Штепенко и капитан С. М. Романов;
- бортовой техник — А. Я. Золотарёв;
- помощник бортового техника — С. Н. Дмитриев;
- стрелок носовой башни — И. П. Гончаров;
- радисты — Б. Н. Низовцев и С. К. Муханов;
- воздушные стрелки — Д. М. Кожин, П. В. Сальников, Г. Ф. Белоусов и В. И. Смирнов[11].

На время перелёта из Британии в США и обратно в состав экипажа был введён радист канадского происхождения Кэмпбелл.
В задней кабине самолёта было размещено дополнительное кислородное оборудование на шесть человек. 19 мая самолёт благополучно приземлился в Северной Шотландии, а 20 мая Молотов уже был на переговорах в Лондоне. 29 мая делегация, совершив промежуточную посадку в Рейкьявике (Исландия), а затем в аэропорту Гус-Бей (Канада), прибыла в Вашингтон. В США экипаж в полном составе был принят президентом Рузвельтом. Таким же маршрутом делегация возвратилась в Москву, только Гус-Бей заменили на Гандер (Ньюфаундленд). За успешный перелёт командиру и обоим штурманам были присвоены звания Героев Советского Союза, второй пилот и оба борттехника были награждены Орденом Ленина, остальные члены экипажа также были награждены орденами.

### Послевоенное применение
После окончания Великой Отечественной войны Пе-8 некоторое время оставались на вооружении, а затем использовались как транспортные самолёты для перевозки спецгрузов и применялись в Арктике. Взлётная масса достигала 35 т, а весовая отдача составляла более 50 %.

## Оценка машины
По своим лётно-техническим характеристикам ТБ-7 (Пе-8) с высотными моторами АМ-35А соответствовал лучшим мировым образцам самолётов такого класса. Германский тяжёлый бомбардировщик FW-200C уступал Пе-8 практически по всем параметрам. Лучшие американские тяжёлые бомбардировщики В-17 «Летающая крепость» и В-24 «Либерейтор» имели близкие к Пе-8 дальность полёта и бомбовую нагрузку — основные показатели боевой эффективности самолётов такого класса. При близкой к Пе-8 нагрузке на мощность эти самолёты имели на 30-60 % большую удельную нагрузку на крыло и как следствие — большую скорость полёта, но и большую взлётную и посадочную скорости, требующие более длинной взлётно-посадочной полосы с хорошо подготовленной поверхностью и хорошими подходами.
Американские В-17 и В-24 превосходили Пе-8 по качеству своих моторов, более мощных, более высотных и более экономичных, чем советский мотор АМ-35А. Эти американские моторы, оборудованные более надёжными и более мощными турбокомпрессорами, обеспечивали самолётам В-17 и В-24 превосходство в высотности, в скорости и экономичности крейсерского полёта, по сравнению с Пе-8. В то же время, Пе-8, благодаря большим абсолютным и относительным размерам крыла, даже при большем удельном весе моторов АМ-35А, вплоть до границы их высотности, развивал скорость близкую к скоростям В-17 и В-24, что свидетельствует о высоком аэродинамическом совершенстве Пе-8. В 1943 году в связи с прекращением производства моторов АМ-35А на Пе-8 были установлены моторы воздушного охлаждения АШ-82, которые несколько снизили показатели скорости и высотности самолёта Пе-8, но эффективность его боевого применения существенно не изменилась. Бомбовая нагрузка 5000 кг для Пе-8 не являлась предельной. В отдельных полётах опытные командиры экипажа брали бомбовую нагрузку до 6000 кг — полностью используя грузоподъёмность внутренних и внешних бомбодержателей.
| Название                      | ТБ-7                                                                | Boeing B-17А Flying Fortress          | Handley Page Halifax                   | Vickers Wellington          | Short Stirling            | Focke-Wulf Fw 200 Condor                            |
| ----------------------------- | ------------------------------------------------------------------- | ------------------------------------- | -------------------------------------- | --------------------------- | ------------------------- | --------------------------------------------------- |
| Фото                          |                                                                     |                                       |                                        |                             |                           |                                                     |
| Страна                        | Союз Советских Социалистических Республик                           | Соединённые Штаты Америки             | Великобритания                         | Великобритания              | Великобритания            | Нацистская Германия                                 |
| Производитель                 | КАПО                                                                | Boeing Vega Douglas                   | Handley Page                           | Vickers-Armstrongs          | Short Brothers            | Focke-Wulf Flugzeugbau GmbH                         |
| Начало эксплуатации, год      | 1939                                                                | 1938                                  | 1940                                   | 1938                        | 1940                      | 1937                                                |
| Длина                         | 23,59 м                                                             | 22,66 м                               | 21,86 м                                | 19,68 м                     | 26,6 м                    | 23,46 м                                             |
| Размах крыла                  | 39,13                                                               | 31,62 м                               | 30,18 м (31,75 м)                      | 26,26 м                     | 30,2 м                    | 32,84 м                                             |
| Площадь крыла                 | 188,6 м²                                                            | 131,92 м²                             | 116,13 м² (118,45 мм²)                 | 78,04 м²                    | 135,64 м²                 | 118 м²                                              |
| Масса пустого                 | 19 986 кг                                                           | 16 391 кг                             | 17 345 кг                              | 8417 кг                     |                           | 12 960 кг                                           |
| Боевая нагрузка               | 5000 кг                                                             | 2300 кг                               | 5897 кг                                | 2041 кг                     | 6350 кг                   | 2100 кг                                             |
| Максимальная взлётная масса   | 35 000 кг                                                           | 29 710 кг                             | 29 710 кг                              | 12 927 кг                   | 31 751 кг                 | 22 720 кг                                           |
| Двигатель                     | 4×двухрядный, звездообразный АШ-82ф                                 | 4×Wright R-1820-51 с ТК               | 4×Bristol Hercules XVI                 | 2×Bristol Pegasus Mk. XVIII | 4×Bristol Hercules XI     | 4×Брамо-323К-2 Фафнир                               |
| Максимальная тяга             | 4×1850 л. с. (4×1380 кВт)                                           | 4×1000 л. с.                          | 4×1615 л. с. (4×1205 кВт)              | 2×1050 л. с. (2×783 кВт)    | 4×1590 л. с. (4×1186 кВт) | 4×1200 л. с.                                        |
| Максимальная скорость         | 450 км/ч                                                            | 436 км/ч                              | 454 км/ч                               | 378 км/ч                    | 418 км/ч                  | 360 км/ч                                            |
| Крейсерская скорость          | -                                                                   | -                                     | 346 км/ч                               |                             | 346 км/ч                  | 332 км/ч                                            |
| Боевой радиус                 | 3600 км                                                             | 3219 км                               | 1658 км                                | 2905 км                     | 1191 км                   | 3536 км                                             |
| Практический потолок          | 11000 м                                                             | 10851 м                               | 7315 м                                 | 5486 м                      | 5030 м                    | 5800 м                                              |
| Скороподъёмность              | 6,5 м/с                                                             | 4,6 м/с                               | 4,88 м/с                               | 5,34 м/с                    | 1,82 м/с                  | н/д                                                 |
| Тяговооружённость             | 210 Вт/кг                                                           | 150 Вт/кг                             | 195 Вт/кг                              | 130 Вт/кг                   | 176 Вт/кг                 | н/д                                                 |
| Стрелково-пушечное вооружение | 2×20 мм пушки ШВАК; 2×12,7 мм пулемёта УБТ; 2×7,62 мм пулемёта ШКАС | 5 пулемётов 0.3 М2 AN калибра 7,62 мм | 1×7,7 мм пулемёт; 2×4×7,7 мм пулемётов | 6-8 пулемётов               | 8×7,7 мм пулемётов        | 2×7,92-мм пулемёта; 3×13 мм пулемёта; 1×20 мм пушка |

### Отзывы
Генерал-майор авиации П. Стефановский, лётчик-испытатель ТБ-7:
Многотонный корабль своими лётными данными превосходил на десятикилометровой высоте все лучшие европейские истребители той поры.
Генерал-майор авиации В. Шумихин,:
На высотах свыше 10 тысяч метров ТБ-7 был недосягаем для большинства имевшихся в то время истребителей, а потолок 12 тысяч метров делал его неуязвимым и для зенитной артиллерии.
Авиаконструктор В. Шавров:
Выдающийся самолёт. На ТБ-7 впервые, раньше, чем в США и Англии, были подняты пятитонные бомбы
Профессор Л. Кербер:
Машина имела сильное оборонительное вооружение из 20-мм пушек и 12,7-мм тяжёлых пулемётов. В большом бомбовом люке могли подвешиваться бомбы самых крупных калибров… Недоступный на максимальном потолке своего полёта ни зенитным пушкам, ни истребителям того времени, ТБ-7 был самым сильным бомбардировщиком в мире». «Эпохальный самолёт… Сейчас мы имеем все основания утверждать, что ТБ-7 был значительно сильнее знаменитой американской летающей крепости Б-17.
Джон В. Р. Тейлор:
На высотах 8000—9000 метров его скорость превосходила скорость германских истребителей Ме-109 и Хе-112.
Вацлав Немечек:
У этой машины была удивительно долгая жизнь. В пятидесятых годах все еще можно было встретить отдельные образцы на полярных трассах, где их использовали для транспортировки грузов.
Тем не менее эти утверждения встречают ряд возражений и подвергаются критике. В частности указывается на то, что обычно высотные и скоростные характеристики приводятся для версии с пятью двигателями (пятым, питавшим турбокомпрессор), а боевая нагрузка — для версии с четырьмя двигателями (имевшей большую грузоподъемность). Реально самолётов с пятью двигателями было выпущено в количестве всего шесть единиц, четыре серийных машины и два прототипа, и в боевых действиях они не использовались, а самолёты с четырьмя двигателями существенно уступали в скорости и высоте полёта.
Оборонительное вооружение Пе-8 также было расположено менее удачно в сравнении с оборонительным вооружением B-17. Секторы обстрела американских турельных установок были больше, что позволяло эффективнее концентрировать огонь. Всё оборонительное вооружение B-17 (исключая один ручной пулемёт винтовочного калибра для стрельбы через амбразуры) состояло из 12,7-миллиметровых пулемётов, а в турелях стояли крупнокалиберные спаренные пулемёты. В целом, B-17 мог навести больше стволов на приближающегося противника в каждом конкретном секторе обстрела, и выпустить больше пуль по нему.
Но все главным недостатком Пе-8 была высокая для ВВС РККА сложность и стоимость. Бомбометание по оперативным целям с больших высот ввиду низкой точности свободнопадающих бомб могло быть эффективно только за счет применения такой машины крупными группами (для сравнения - американцы предпринимали налеты группами от 170 до 800 бомбардировщиков). ВВС РККА не могли обойтись без массового производства дешевых и простых ударных самолетов тактического значения (Ил-2 и Пе-2), в связи с чем строительство Пе-8 неизбежно сводилось к остаточному принципу, и крупной серией вестись не могло.

## Тактико-технические характеристики
Приведённые ниже характеристики соответствуют модификации Пе-8 с двигателями АМ-35А 11 серии.
Источник данных: Шавров В. Б., 1994 г.; Маслов М. А., 2009 г.

Технические характеристики
- Экипаж: 8-12 человек
- Грузоподъёмность: 4200 кг
- Длина: 23,59 м
- Размах крыла: 39,01 м
- Высота: 6,20 м
- Профиль крыла: ЦАГИ-40
- Средняя аэродинамическая хорда: 5,35 м
- Масса пустого: 19 986 кг
- Нормальная взлётная масса: 27 000 кг
- Максимальная взлётная масса: 35 000 кг
- Масса полной нагрузки: 15 014 кг
- Масса топлива во внутренних баках: 13 025 кг (максимальная)
- Силовая установка: 4 × жидкостного охлаждения V-12 АМ-35А
- Мощность двигателей: 4 × 1350 л. с. (4 × 1000 кВт)
- Воздушный винт: ВИШ-24
- Диаметр винта: 4,1 м
- Коэффициент лобового сопротивления на макс. скорости у земли: 0,027

Лётные характеристики
- Максимальная скорость:  
  - у земли: 347 км/ч
  - на высоте 6360 м: 443 км/ч
- Крейсерская скорость: 400 км/ч
- Посадочная скорость: 114 км/ч
- Практическая дальность: 3600 км
- Практический потолок: 9300 м
- Скороподъёмность: 5,9 м/с
- Время набора высоты: 5000 м за 14,6 мин.
- Нагрузка на крыло: 143,5 кг/м²
- Тяговооружённость: 140 Вт/кг
- Длина разбега: 1100-2300 м (в зависимости от взлётной массы)
- Длина пробега: 580 м
- Аэродинамическое качество: 14,8

Вооружение
- Стрелково-пушечное:  
  - 2×20 мм пушки ШВАК (верхняя и кормовая установки)
  - 2×12,7 мм пулемёты УБТ (подкрыльевые гондолы)
  - 2×7,62 мм пулемёта ШКАС (носовая установка)
- Боевая нагрузка: до 4200 кг
  - мог использовать бомбы массой 5000 кг

Примечание: На самолётах последних серий устанавливались двигатели воздушного охлаждения АШ-82ФН мощностью 1850 л. с. (1380 кВт) и авиадизели М-30, М-40 и АЧ-30.

## Сохранившиеся элементы
На 2016 год в авиационном музее Монино имеется два обломка Пе-8 размером примерно в два квадратных метра каждый.

## Аналогичные самолёты
- Avro Lincoln
- Heinkel He 177
- Piaggio P.108
- Vickers Windsor
- Nakajima G5N
- Nakajima G8N